# Araneus nigroquadratus
Araneus nigroquadratus is een spinnensoort uit de familie van de wielwebspinnen (Araneidae).
De wetenschappelijke naam van de soort werd in 1937 gepubliceerd door Reginald Frederick Lawrence.